# Bracia Sarkies
Artykuł ten został zgłoszony do umieszczenia na stronie głównej w rubryce „Czy wiesz”.
Pomóż nam go sprawdzić: oceń zgłoszoną nominację.
Bracia Sarkies, tj. Arszak (ur. 1868, zm. 1931), Aviet (ur. 1862, zm. 1923), Martin (ur. 1852, zm. 1912) i Tigran (ur. 1861, zm. 1912) – czterej bracia narodowości ormiańskiej urodzeni w Isfahanie, każdy z nich związany był z branżą hotelarską. Ich działalność obejmowała Azję Południowo-Wschodnią, w szczególności teren ówczesnej brytyjskiej kolonii Straits Settlements.

## Historia
W 1869 roku Martin zamieszkał na wyspie Penang, pracował jako inżynier. Według czasopisma Awedis wszyscy bracia mieli jednak zamieszkać na Półwyspie Malajskim dopiero w 1883 roku. Tigran wydzierżawił jedną z posesji w mieście George Town, a 15 kwietnia 1884 roku powołał w nim do życia Eastern Hotel, zostając jego właścicielem, natomiast menedżerem hotelu został jego młodszy brat Aviet (ostatecznie rodzeństwo zrezygnowało z prowadzenia tejże placówki). Następnie Tigran wraz ze starszym bratem Martinem nabył Hotel de l’Europe, zmieniając jego nazwę na Oriental Hotel; placówka ta była zarządzana przez Martina, w 1889 roku jej nazwę przemianowano na Eastern & Oriental Hotel. Ponadto bracia rozszerzyli swoją działalność na Singapur, gdzie nabyli bungalow, przemianowując go w grudniu 1887 roku na hotel o nazwie Raffles Hotel; budynek był niejednokrotnie przebudowywany. Wśród hoteli zarządzanych przez braci Sarkies był także zbudowany na wyspie Penang Crag Hotel.
Pod koniec 1890 Martin powrócił do Isfahanu, Tigran pozostał właścicielem hotelu w Singapurze. Miejsce Martina zastąpił Arszak, który do swojej śmierci w 1931 roku prowadził Eastern & Oriental Hotel. Z kolei Aviet, dawny menedżer Eastern Hotelu, rozpoczął swoją działalność w Rangunie.

## Życie prywatne
Martin Sarkies doczekał się pięciorga dzieci. Jedno z nich, syn Lucas, także związał się z branżą hotelową; działał na terenie wyspy Jawa.